# WJLX
WJLX (1240 AM) — американская средневолновая радиостанция, расположенная в городе Джаспер (штат Алабама) и вещающая на территорию всего штата Алабама. Основатель станции — Дон Эрли. Вещает под брендом «Oldies 101.5 & 1240», действующий радиопозывной WJLX получила решением Федеральной комиссии по связи от 29 января 2008 года, поменявшись позывными с радиостанцией WLYJ. С 7 февраля 2024 по 1 февраля 2025 года временно не вещала из-за кражи радиомачты.

## История
1 марта 1957 года в Джаспере начала вещание радиостанция с позывным WARF. Владельцем этой радиостанции был Хадсон К. Миллар-младший (англ. Hudson C. Millar Jr.), присвоивший ей название «Walker County Broadcasting Company», мощность станции составляла 250 Вт. Также Миллару принадлежала радиостанция WKPL в Калмене. В 1965 году станцию продали консорциуму Radio South из четырёх человек за 102500 долларов США. К 1993 году полноценным владельцем Radio South был Хьюстон Пирс (англ. Houston Pearce), а в том же году вещавшие из Джаспера радиостанции WARF и WFFN были проданы новой компании, руководителями которой были Хьюстон Пирс и два старших менеджера Radio South — Вонсил Пирс (англ. Voncile Pearce) и Вейчел Л. Поузи-младший (англ. Vachel L. Posey Jr.). Формат WARF включал кантри-музыку, новости и разговорные шоу. В сентябре 1993 года компания Radio South Inc. продала радиостанцию WARF компании New Country Radio Inc. 27 сентября 1993 года сделку одобрила Федеральная комиссия по связи.
9 января 2003 года Федеральная комиссия по связи присвоила радиостанции позывной WTID. В мае 2004 года президент New Century Radio Inc. Вейчел Поузи-младший договорился продать за 200 тысяч долларов WTID компании Joy Christian Communications Inc. во главе с Эдом Л. Смитом (англ. Ed L. Smith). Сделку одобрили 28 июня 2004 года в Федеральной комиссии по связи, транзакция была завершена 9 июля 2004 года. На момент сделки радиостанция уже ставила в эфир музыку в формате oldies. 8 сентября 2004 года новые владельцы присвоили радиостанции позывной WLYJ. 17 сентября 2007 года станция получила позывной WZTQ, поменявшись позывными с партнёрской радиостанцией WLYJ. Незадолго до очередной продажи 29 января 2008 года позывной сменился в четвёртый раз на WJLX.
В феврале 2008 года компания Joy Christian Communications Inc. достигла соглашения о продаже радиостанции WJLX компании Walker Country Broadcasting через дочернее предприятие Wal Win LLC, во главе которого стоял Бретт Элмор (англ. Brett Elmore). Компания Wal Win LLC согласилась выплатить в полном объёме ипотечный кредит под залог недвижимости (300 тысяч долларов США) в обмен на станцию. 27 марта 2008 года сделка была одобрена Федеральной комиссией по связи, 11 апреля была завершена транзакция. Элмор, одновременно запустивший некоммерческую радиостанцию WJBE-FM, сохранил музыкальный формат южного госпела, учреждённого Joy Christian.
14 сентября 2009 года WJLX снова изменила свой музыкальный формат на oldies под брендом «Oldies 101.5», запустив FM-ретранслятор W268BM (частота 101,5 МГц). На тот момент музыка в жанре oldies не звучала ни на одной радиостанции в том районе. 19 января 2017 года компания Wal Win из-за огромных задолженностей вынуждена была продать WJLX концерну Hattie Reese Trust за 150 тысяч долларов; одновременно концерну был продан и ретранслятор W268BM. 20 ноября того же года после роспуска концерна лицензия на вещание перешла на имя Джона Бёрдетта (англ. John Brudette). 1 мая 2018 года станцию продали Дону Эрли, владельцу компании Alabama Cable Network. В 2022 году радиостанция получила благодарность от Ассоциации вещателей Алабамы (англ. Alabama Broadcasters Association) за регулярный выход религиозной программы «Words of Truth» (англ. Слова истины), которая была в эфире на протяжении 75 лет ежедневно. В том же году студия радиостанции была перенесена ближе к участку нумерованной автомагистрали US 78 в Алабаме.
2 февраля 2024 года генеральный менеджер радиостанции WJLX Бретт Элмор заявил, что неизвестные украли 61-метровую радиомачту вместе со всем оборудованием для вещания, в связи с чем вещание радиостанции в AM-диапазоне прекратилось. Об исчезновении радиомачты ему сообщили люди, которых он отправил на уборку территории. Ранее станция несколько раз прекращала вещание в связи с ремонтом и обслуживанием радиомачты. Просьба станции позволить ей перейти на FM-диапазон была отклонена Федеральной комиссией по связи. В связи со случившимся радиостанция WJLX разместила на платформе GoFundMe обращение о начале сбора на новый передатчик и новую вышку общей стоимостью 60 тысяч долларов. По оценке Элмора, на замену украденного оборудования могло потребоваться от 60 до 100 или 100 до 150 тысяч долларов, что намного больше тех средств, которыми располагает радиостанция.
В связи с тем, что в Интернете многие из пользователей выражали сомнение в достоверности сообщений об исчезновении радиомачты, 10 февраля 2024 года на YouTube было выложено видео с той локации, где располагалась мачта.
1 февраля 2025 года радиостанция WJLX возобновила вещание с помощью передатчика мощностью 100 Вт и антенны произвольной длины. Радиостанция успела уложиться в годичный срок, предусмотренный Актом о телекоммуникациях 1996 года: с момента сообщения в Федеральную комиссию по связи о прекращении вещания у компании был ровно год на возобновление вещания под угрозой лишения лицензии. Дон Эрли продал радиостанцию исполняющему обязанности генерального менеджера Джонатану Тимминсу за 100 тысяч долларов.

## Ретрансляторы
| Позывной | Частота  | Город вещания    | ЭМИ, Вт | Класс | Профиль FCC |
| -------- | -------- | ---------------- | ------- | ----- | ----------- |
| W268BM   | 101.5 FM | Джаспер, Алабама | 250     | D     | Профиль     |